# Ukrainische Schachblume

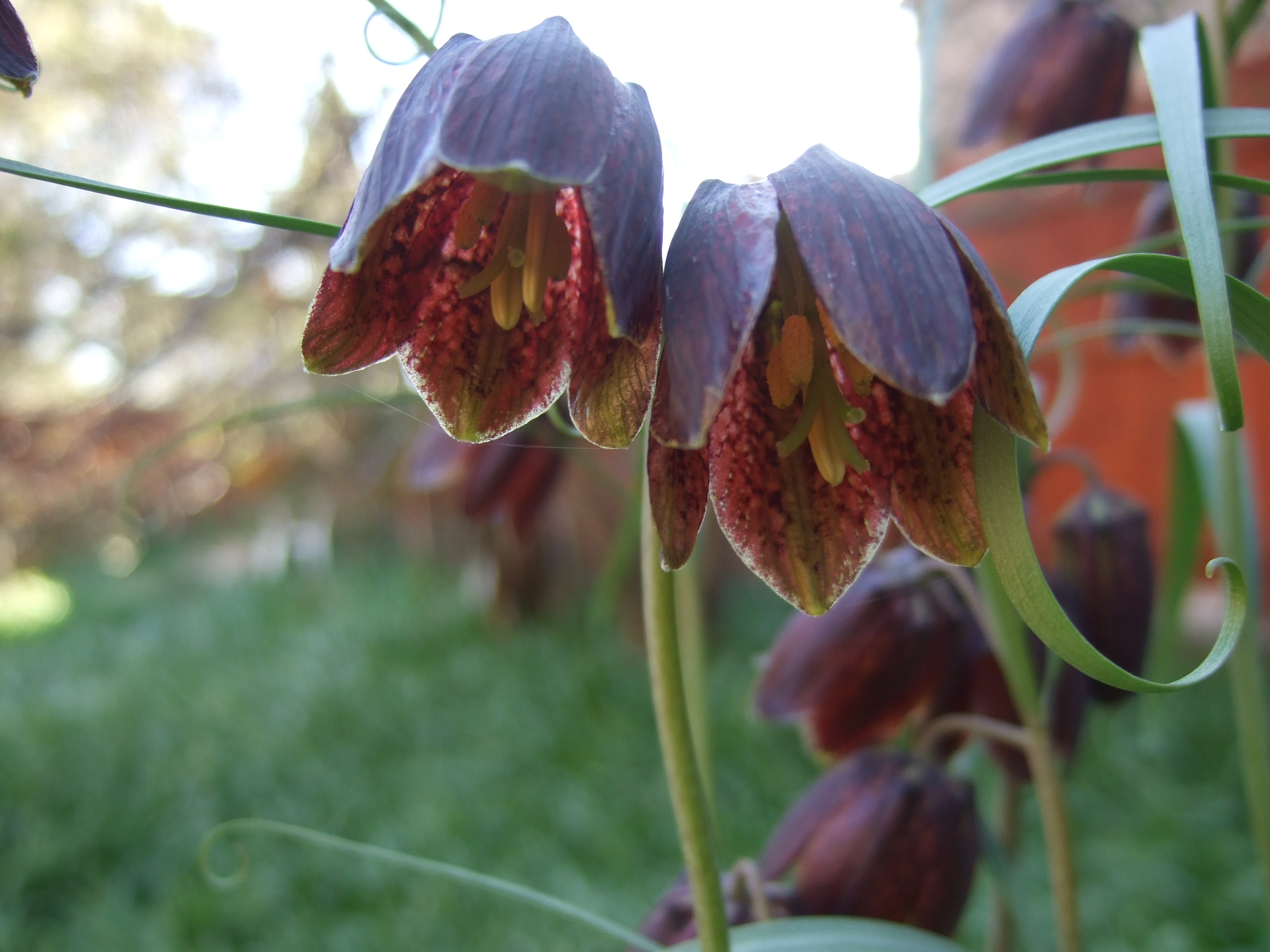
Blüten von innen

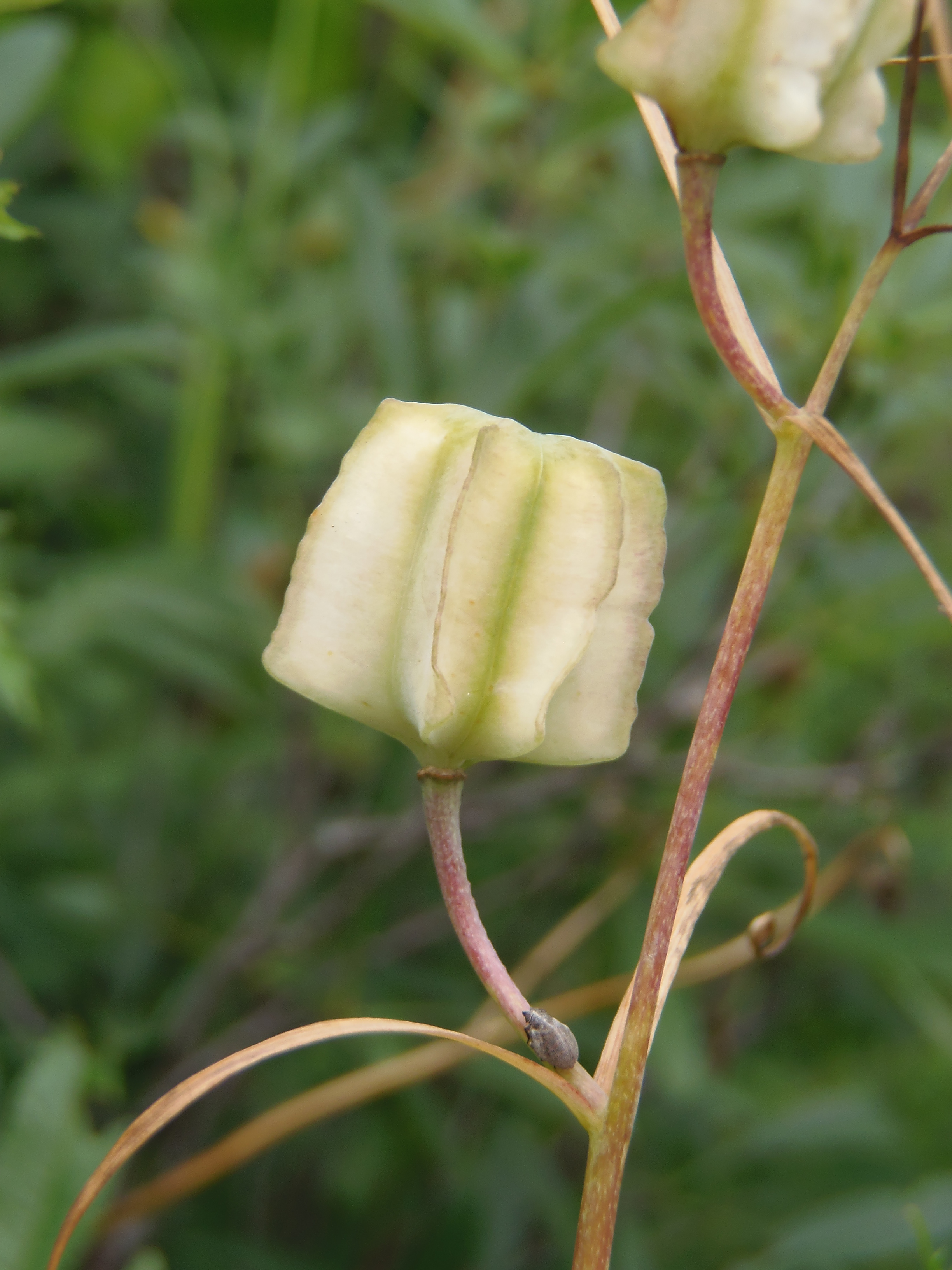
Junge Frucht

Die Ukrainische Schachblume (Fritillaria ruthenica) ist eine Pflanzenart aus der Familie der Liliengewächse (Liliaceae). Sie wird manchmal als Zierpflanze verwendet. Das Artepitheton ruthenica verweist auf die Landschaft Ruthenien (lateinisch für Rus).

## Beschreibung

### Allgemeine Merkmale
Die Ukrainische Schachblume wächst als frühjahrsgrüne, ausdauernde krautige Pflanze, die Wuchshöhen von 15 bis 50 Zentimeter erreicht. Als Speicher- und Überdauerungsorgan dient eine Zwiebel. Sie misst etwa 3 Zentimeter im Querschnitt.

### Blätter
Die Ukrainische Schachblume bildet sechs bis zwölf, „bereifte“ Laubblätter aus. Die untersten Blätter sind mehr oder weniger gegenständig am Stängel angeordnet. Sie besitzen eine lineal eilanzettliche, zuspitzende Form, ihre Breite variiert zwischen 3 und 7 Millimetern. Die mittleren und oberen Blätter können wechselständig oder quirlig stehen. Die Spitzen der oberen Blätter sind eingerollt.

### Blütenstand,  Blüte und Frucht
Drei, manchmal auch fünf nickende Blüten vereinigen sich zu einer lockeren, endständigen Traube oder sie erscheinen einzeln. Unterhalb der gestielten Blüten befinden sich eingerollte Tragblätter. Die sechs Perigonblätter der glockig bis napfförmigen Blüten sind außen dunkelrot gefärbt. Auffällig ist das dunklere Schachbrettmuster. Dies bildet einen auffälligen Kontrast zur gelblich gefärbten und mit grünem Mittelstreifen versehenen Innenseite der Blütenhüllblätter. Die sechs Perigonblätter der zwittrigen Blüten sind zu zwei Kreisen zu dreien angeordnet. Die äußeren Perigonblätter messen bis 30 Millimeter in der Länge und 8 Millimeter in der Breite, die inneren können bis 35 Millimeter lang und 15 Millimeter breit werden. Etwa 4 Millimeter über dem Grund an der Innenseite der Perigonblätter befinden sich 10 bis 15 Millimeter lange, linealische Nektardrüsen Zwei Kreise zu drei unverwachsenen, kurzen Staubblättern umgeben einen oberständigen, dreikammerigen Fruchtknoten. Dieser geht in einen rauen, dreiästigen und eingeschlossenen Griffel über. Die Griffeläste messen etwa 2 Millimeter. Die Blütezeit erstreckt sich von April bis Mai.
Als Frucht wird eine geflügelte Kapsel gebildet.

## Verbreitung und Standort
Die Ukrainische Schachblume ist in Süd-Russland, der Ukraine, Nord-Kasachstan und dem südwestlichen Teil Westsibiriens verbreitet. Sie besiedelt gerne Steppensenken, Schluchthänge und steinige Wiesen. Auch Flussterrassen und Gebüsche zählen zu ihren bevorzugten Wuchsorten.

## Taxonomie
Die Ukrainische Schachblume wurde 1821 von Johan Emanuel Wikström in Kongl. Vetenskaps Academiens Handlingar Seite 353 als Fritillaria ruthenica erstbeschrieben.

## Verwendung
Über ihr natürliches Verbreitungsgebiet hinaus wird die Ukrainische Schachblume bisweilen als Zierpflanze kultiviert. Sie eignet sich für eine Anpflanzung in Rabatten und in Steingärten, wobei während der Sommermonate der Standort nicht zu trocken sein sollte.
Seit 1. Juli 2012 gilt sie als offizielles Blumenemblem von Serpuchow nahe Moskau.